# Impending Doom
Az Impending Doom amerikai metalegyüttes. Deathcore-t és grindcore-t játszanak. Tagjai: Brook Reeves, Manny Contreras, Eric Correa, David Sittig és Brandon Trahan.
2005-ben alakultak meg a kaliforniai Riverside-ban. A zenekar keresztény jellegű zenét játszik. Fennállásuk alatt 5 nagylemezt és egy demót dobtak piacra.

## Diszkográfia
- Nailed.Dead.Risen. (2007)
- The Serpent Servant (2009)
- There Will Be Violence (2010)
- Baptized in Filth (2012)
- Death Will Reign (2013)
- The Sin and Doom, Vol. II (2018)